# Monaco az olimpiai játékokon
Monaco az 1920-as olimpián szerepelt először, sportolói még nem szereztek érmet a játékokon. Monaco 1984 óta részt vesz a téli olimpiákon is.
A Monacói Olimpiai Bizottság 1907-ben jött létre, a NOB 1953-ban vette fel tagjai közé, a bizottság jelenlegi elnöke II. Albert monacói herceg.